# Kristof Cleeren
Kristof Cleeren (* 7. Februar 1974) ist ein belgischer Springreiter. 
Insbesondere in den Jahren 2006 und 2007 erreichte Cleeren eine Vielzahl von Platzierungen bei internationalen Turnieren. In diesem Jahr war er auch belgischer Meister der Springreiter. Zum Jahreswechsel 2007/08 entzog ihm sein damaliger Hauptsponsor, die belgische Firma Sea Coast, seine Erfolgspferde. Diese wurde anschließend von Jos Lansink im Sport vorgestellt. Danach konnte er nicht mehr an die bis dahin erreichten Erfolge anknüpfen.

## Erfolge
- 1995, Europameisterschaft der Jungen Reiter in Babenhausen: 2. Platz mit der Mannschaft, 9. Platz im Einzel (mit Enjoleuse de l'Eaugrenée)[3]
- 2004: 1. Platz im Großen Preis von Hasselt (CSI 2*) mit Tamina, außerdem mit der belgischen Mannschaft 1. Platz im Nationenpreis von Kopenhagen (CSIO 4*) mit Capriola van de Helle
- 2005: 4. Platz in der Weltcup-Wertungsprüfung von Vigo mit Tamina, 3. Platz im Großen Preis von Maubeuge (CSI 3*) mit Tamina, 4. Platz im Großen Preis von Lisbon (CSSIO 4*) mit Tamina, 2. Platz im Großen Preis von Ascona (CSI 3*) mit Andiamo Z, 2. Platz im Großen Preis von Gijón (CSIO 5*) mit Andiamo Z, 2. Platz im Großen Preis von Leeuwarden (CSI 3*) mit Andiamo Z, außerdem mit der belgischen Mannschaft 1. Platz im Nationenpreis von Gijón (CSIO 5*) mit Andiamo Z
- 2006: 3. Platz im Großen Preis von Göteborg (CSI-W) mit Capriola van de Helle, 3. Platz im Großen Preis des European Open Masters (Gestüt Zangerheide, CSI 4*, GCT-Wertungsprüfung) mit Conan
- 2007: 3. Platz im Großen Preis von Birmingham (British Open, CSI 4*) mit Conan, 1. Platz im Großen Preis von Maubeuge (CSI 3*) mit Conan, 6. Platz im Großen Preis von Cannes (CSI 5*, GCT-Wertungsprüfung) mit Conan, 7. Platz in den Großen Preisen von Monte Carlo und Athen (beide CSI 5* und GCT-Wertungsprüfung) mit Conan, 2. Platz bei Equita Masters beim CSI 5* Lyon mit Silvana
- 2009: 3. Platz im Großen Preis von Neeroeteren (CSI 2*) mit New Time

## Pferde
aktuell:
- New Time (* 2000), brauner Holsteiner Hengst, Vater: Newton, Mutter von: Lesanto, bis Februar 2007 von Björn Nagel geritten, anschließend bis Mai 2008 von Paul van den Bosch geritten[4][5]

ehemalige Turnierpferde (in Auswahl):
- Sea Coast Conan (* 1997), brauner Holsteiner Wallach, Vater: Concerto II, Mutter von: Caletto I, Anfang bis Mitte 2008 von Jos Lansink geritten, von Oktober 2008 bis Februar 2009 von Abdel Saïd geritten, seitdem von Grégory Wathelet geritten[6][7]
- Silvana (ehemals Sea Coast Silvana, * 1999), KWPN-Schimmelstute, Vater: Corland, Mutter von: Widor, von Anfang 2008 bis Mitte 2009 von Jos Lansink geritten, seitdem von Kevin Staut geritten[8][9]
- Tamina (* 1996, ursprünglich Tidy van het Gelutt), braune belgische Warmblutstute, Vater: Lux Z, Mutter von: Prince Royal, nach August 2005 von Christina Liebherr, Werner Muff, Manfred Marschall und Emiliano Varagnolo geritten[10][11]